# Claude Berri
Claude Berri, született Claude Beri Langmann (Párizs, 1934. július 1. – Párizs, 2009. január 12.) Oscar- és César-díjas francia színész, rendező, producer, forgatókönyvíró. 

## Élete és pályafutása
Szülei Hirsh Langmann és Beila Bercu voltak. Nővére Arlette Langmann forgatókönyvíró.
1951-ben kisebb szerepekkel kezdte pályáját. 1963-tól rendező és forgatókönyvíró volt, később producerként is tevékenykedett.
2009. január 12-én hunyt el stroke következtében.

## Magánélete
1967–1995 között Anne-Marie Rassam volt a felesége.

## Filmjei

### Producerként
- Le poulet (1965), rövidfilm
- A papa mozija (1970) (színész, forgatókönyvíró és rendező is)
- Szexshop (film) (1972) (színész, forgatókönyvíró és rendező is)
- Ne sírj tele szájjal (1973)
- A tojás (1973) (forgatókönyvíró is)
- Kétbalkezes jóakaró (1973)
- Ahová lépek, ott fű nem terem (1974)
- Az évszázad embere (1975) (színész, forgatókönyvíró és rendező is)
- Franciaországi emlékek (1975)
- Egy tiszta nő (1979)
- Gyanútlan gyakornok (1980)
- Az afrikai (1983)
- Titokban Hongkongban (1983)
- A haverom nője (1983)
- A medve (1988)
- A magas szőke + két szőke (1988)
- A kis tolvajlány (1988)
- A szerető (1992)
- Germinal (1993) (forgatókönyvíró és rendező is)
- Margó királyné (1994)
- A szakítás (1994)
- Mintamókus (1995)
- A három testvér (1995) (színész is)
- A rémkirály (1996)
- Arlette szerencséje (1997)
- Asterix és Obelix (1999)
- Színésznő a feleségem (2001)
- A három királyok (2001) (színész is)
- Csábító a bejárónőm (2002) (forgatókönyvíró és rendező is)
- Asterix és Obelix: A Kleopátra-küldetés (2002) (színész is)
- Ámen (film) (2002)
- Változatok a házasságra (2004) (színész is)
- Családcsavar (2005)
- Egyedül nem megy (2007) (forgatókönyvíró és rendező is)
- A kuszkusz titka (2007)
- Isten hozott az Isten háta mögött (2008)
- Bulldogbirodalom (2009) (forgatókönyvíró és rendező is)

### Színészként
- Mulató a Montmartre-on (1954)
- Igazság (1960)
- Kantár a nyakon (1961)
- Keserű szerelem (1961)
- Janine (1961)
- A tökéletes bűntény (1965)
- Ki tudja? (2001)

### Forgatókönyvíróként
- Az öregember és a gyerek (1966)
- Mazel tov vagy a házasság (1968)
- Le pistonné (1970)
- La premiére fois (1976) (rendező is)
- Un moment d’égarement (1977) (rendező is)
- Szeretlek benneteket (1980) (rendező is)
- Viszlát, Pantin! (1983) (rendező is)
- A Paradicsom... (1986) (rendező is)
- …És a Pokol (1986) (rendező is)
- Uranus (film) (1990) (rendező is)
- Lucie Aubrac (1996) (rendező is)
- La débandade (1999) (színész és rendező is)

## Műve
- Autoportrait (2002)

## Díjai
- Oscar-díj a legjobb rövidfilmnek (1966) Le poulet
- Gandhi-díj (1967)
- a francia Nemzeti Filmakadémia díja (1986) A Paradicsom…
- BAFTA-díj a legjobb filmnek (1988) A Paradicsom…
- BAFTA-díj a legjobb adaptált forgatókönyvnek (1988) A Paradicsom…
- Daniel Toscan du Plantier-díj (2008) Szkafander és pillangó
- César-díj a legjobb filmnek (2008) A kuszkusz titka